# Mary Jane Maffini
Pour les articles homonymes, voir Maffini.
Mary Jane Maffini, née en 1947 à Sydney en Nouvelle-Écosse au Canada, est une femme de lettres canadienne, auteure de roman policier.

## Biographie
Elle fait des études à l'université Dalhousie.
En 1999, elle publie son premier roman, Speak Ill of the Dead. C'est le premier volume d'une série consacrée à Camilla MacPhee, responsable d'une agence de défense des victimes de crimes violents à Ottawa. Ce roman est nommé pour le prix Arthur-Ellis 1999 du meilleur premier roman.
En 2003, elle amorce une nouvelle série policière ayant pour héroïne Fiona Silk, une auteure spécialisée dans le roman sentimental qui se trouve mêlée à des intrigues criminelles.
En 2006, elle reçoit le Prix Derrick-Murdoch.
En 2007, elle publie Organize Your Corpses, premier titre d'une série policière mettant en vedette Charlotte Adams, une organisatrice professionnelle qui retourne dans sa ville natale de Woodbrige, dans l'État de New York, après avoir laissé tomber son ex-fiancé. Elle sera bientôt au centre d'une intrigue policière fort complexe, mais non dénuée d'humour.
En 2010, elle fait paraître une nouvelle, So Much in Common, grâce à laquelle elle remporte le prix Agatha 2010 de la meilleure nouvelle. Ses nouvelles sont parues dans Châtelaine et dans le Ellery Queen's Mystery Magazine.
Depuis 2013, avec sa fille, Victoria Maffini, elle signe des romans du pseudonyme collectif Victoria Abbott.
Elle est une ancienne présidente de l'association Crime Writers of Canada (en) et membre du Capital Crime Writers (en).

## Œuvre

### Romans signés Mary Jane Maffini

#### SérieCamilla MacPhee
- Speak Ill of the Dead (1999)
- The Icing On the Corpse (2001)
- Little Boy Blues (2002)
- The Devil's in the Details (2004)
- The Dead Don't Get Out Much (2005)
- Law and Disorder (2009)

#### SérieFiona Silk
- Lament for a Lounge Lizard (2003)
- Too Hot to Handle (2007)

#### SérieCharlotte Adams
- Organize Your Corpses (2007)
- The Cluttered Corpse (2008)
- Death Loves a Messy Desk (2009)
- Closet Confidential (2010)
- The Busy Woman's Guide to Murder (2011)

### Romans signés Victoria Abbott
- The Christie Curse (2013)
- The Sayers Swindle (2013)
- The Wolfe Widow (2014)
- The Marsh Madness (2015)
- The Hammett Hex (2016)

### Nouvelles signées Mary Jane Maffini
- Death Before Doughnuts (1994)
- Naked Truths (1995)
- Full Moon, Blue Lake (1997)
- Downsized (1999)
- Pleasure (1999)
- But the Corpse Can't Laugh (1999)
- Kicking the Habit (1999) Publié en français sous le titre L'Armure de coton, dans l'anthologie Treize Nouvelles policières, noires et mystérieuses, Paris, Éditions de l'Aube, 2003
- After Due Reflection (2000)
- Sign of the Times (2001) Publié en français sous le titre Signe des temps, dans la revue Alibis no 11, 2004
- Blind Alley (2001)
- Cocktails with The Corpse (2004)
- Stroke of Luck (2007)
- Turning on the Christmas Blights (2007)
- Afternoon in the Cemetery (2009)
- So Much in Common (2010)
- How are the Mighty Fallen (2012)

### Nouvelles signées The Ladies' Killing Circle
- Dark Day in Distribution (1995)
- Cotton Armour (1995)
- Wake Up Little Suzie (2003)
- Smoke Screen (2005)
- Going Out with a Bank (2008)

### Autre ouvrage
- Tea Time With The Cozy Chicks (2015) (coécrit avec Ellery Adams, Lorraine Bartlett, Duffy Brown, Cozy Chicks, Kate Collins, Mary Kennedy, Maggie Sefton et Leann Sweeney)

## Prix et distinctions

### Prix
- Prix Derrick-Murdoch 2006[1]
- Prix Agatha 2010 de la meilleure nouvelle pour So Much in Common[2]

### Nominations
- Prix Arthur-Ellis 1999 du meilleur premier roman pour Speak Ill of the Dead[1]
- Prix Arthur-Ellis 2004 du meilleur roman pour Lament for a Lounge Lizard[1]
- Prix Arthur-Ellis 2006 du meilleur roman pour The Dead Don't Get Out Much[1]